# Kirchardt
Kirchardt är en kommun och ort i Landkreis Heilbronn i regionen Heilbronn-Franken i Regierungsbezirk Stuttgart i förbundslandet Baden-Württemberg i Tyskland.
Kommunen ingår i kommunalförbundet Bad Rappenau tillsammans med staden Bad Rappenau och kommunen Siegelsbach.